# Pepe Albarrán
José Albarrán Martínez (1921-1994) conocido en el medio artístico como Pepe Albarrán, y nació el 30 de julio de 1921 en Cutzamala de Pinzón, en el Estado de Guerrero-México y su madre Alejandra Martínez y su padre Albino Albarrán. 
A los 18 años de edad sale de Cutzamala y llega a la Ciudad de México en 1939 en donde conoce a la cantante del momento que era Lucha Reyes, la Reina de la Canción Ranchera. El joven Albarrán le muestra sus composiciones y entusiasmada la célebre cantante le graba "Uruapan" en 1942 que se convierte en un éxito rotundo y hasta la fecha es el himno de esa ciudad michoacana. 
También graba del joven Albarrán "Así semos en Jalisco" y "¡Ay Mamita!" que las aceptó con gusto el pueblo mexicano, pero Lucha fallece justo entonces y esto le afecta a Pepe que durante un tiempo muestra inactividad. 
Dice "Cutzamala Magia de un Pueblo" del Ing. Alfredo Mundo Fernández que a principios de los años 50s Pepe se va un tiempo a su tierra natal, Cutzamala, en donde compone "El Corrido de Leodegario López" que graban Los Montañeses del Álamo y que trata la muerte de un joven cantante en el kiosco de ese pueblo. Compone también "Canto a Guerrero" que se convierte en un himno de ese Estado y en donde en algunas estrofas remarca el nombre de su tierra natal; además surge "Que te vas te vas" que el Estado de Guerrero adopta como parte de su folclore junto con la anterior. 
Reaparece el compositor Pepe Albarrán con canciones famosas en el ámbito nacional e internacional como "Caballo Prieto Azabache", "Caballo Alazán Lucero", "La Yegua Colorada", "Potro Lobo Gateado", "Mi amigo el Tordillo" y "La Tumba Abandonada" que es considerada como la más bonita de las canciones a la revolución mexicana. Pepe compone a su tierra natal "¡Ay Tierra Mía!" que en la actualidad le llaman "Cutzamala" por referirse a ella. Otras de sus composiciones son la muy famosa en su tiempo "Ojitos Verdes" que se escuchaba en todo el territorio nacional, "La Entalladita", "Señora Bonita", "El Callejón", "Yo trataba un casado", "El Aeroplano", etc., cerca de 400 composiciones. Uno de los últimos corridos de su autoría fue "El Corrido de Cipriano Jaimes" que en los años 80s graban Los Alegres de Terán y que hoy es un himno en Ciudad Altamirano, el antiguo Pungarabato. 
Precisamente compuso también "Los Alegres de Terán", canción dedicada a ese famoso dueto que interpretan magníficamente con otro dueto pero de mujeres. Ya desde entonces tres ciudades se disputaban ser la cuna del compositor Pepe Albarrán: Uruapan y Huetamo en Michoacán, y Cutzamala en Guerrero. Uruapan por aquella primera composición que le grabó Lucha Reyes en 1942, Huetamo porque Pepe le compuso "Camino Real de Huetamo" y "El Gusto de Huetamo" que no debe confundirse con "El Gusto Federal" de Juan Bartolo Tavira. La controversia, dice "Cutzamala Magia de un Pueblo", termina cuando la Sociedad de Autores y Compositores de México (SACM)publica la biografía de Pepe Albarrán diciendo que vio la luz primera en "la legendaria y pintoresca ciudad de Cutzamala", Guerrero. 
Pepe Albarrán fue Cronista de Coyoacán en la Ciudad de México en donde muere el 17 de noviembre de 1994 y sus restos están en la iglesia Patrocinio de San José. Los mariachis callaron a su muerte, pero sus canciones son interpretadas por los más grandes cantantes de México.